# The Super Friendz
The Super Friendz is een Canadese indierockband uit Halifax (Nova Scotia). Ze waren aanvankelijk actief tussen 1994 en 1997, voordat ze in 2003 opnieuw werden geformeerd. Ze waren tijdgenoten van Sloan, hun vroege werk verscheen bij Sloans Murderecords label.

## Bezetting
- Drew Yamada[2] (zang, gitaar)
- Charles Austin[3] (zang, basgitaar)
- Matt Murphy[4] (zang, gitaar)
- Chris Murphy[5]
- Dave Marsh[6] (drums)
- Cliff Gibb[7]
- Lonnie James[8] (zang, gitaar, drums, mondharmonica)

## Geschiedenis
De Super Friendz werden opgericht in 1994 door de drie King's College-studenten Charles Austin (zang en bas), Matt Murphy (zang en gitaar) en Drew Yamada (zang en gitaar). De band had geen vaste drummer: op verschillende momenten vervulden Chris Murphy (geen relatie met Matt) van Sloan, Cliff Gibb van Thrush Hermit, Lonnie James en Dave Marsh de rol. In 1994 bracht The Super Friendz de cassette Sticktoitiveness onafhankelijk uit en de single By Request bij Murderecords, en toerde later door Canada met Sloan. Het eerste album Mock Up, Scale Down werd uitgebracht bij Murderecords. De singles 10 lbs., Karate Man en Rescue Us from Boredom werden uitgebracht van het album, dat een Juno Award-genomineerde was voor «Alternative Album of the Year» bij de Juno Awards van 1996. Mock Up, Scale Down werd in 1997 opnieuw uitgebracht in de Verenigde Staten bij March Records onder de titel Sticktoitiveness.
In 1996 droeg de band het nummer Blue Tattoo bij aan het verzamelalbum A Tribute to Hard Core Logo en bracht de ep Play the Game, Not Games uit bij Murderecords. De nummers op Play the Game - vooral de bijdragen van Austin en Yamada - waren aanzienlijk meer experimenteel dan op het album. Het tweede album Slide Show werd begin 1997 uitgebracht. Tegen die tijd was James genoemd als de permanente drummer van de band. Kritische reactie op het album was zeer gunstig, hoewel sommigen tekenen van creatieve spanning in de diverse stijlen van het album identificeerden. In augustus was de band uit elkaar.
Matt Murphy kwam later weer terug met de nieuwe band The Flashing Lights. Hij speelde ook met de bands City Field en Cookie Duster en speelde in de film The Life and Hard Times of Guy Terrifico. In 2015 formeerde hij de nieuwe band TUNS met Chris Murphy en Mike O'Neill. Austin en Yamada lanceerden het project Neuseiland met Joel Plaskett en vervolgens van Thrush Hermit. Austin is nu opnametechnicus en producent in Halifax, terwijl Yamada later toerde met O'Neill en anderen, voordat hij de muziekindustrie voltijds verliet om postsecundair onderwijs te volgen. James bracht twee veelgeprezen soloplaten uit bij Teenage USA en nam op als drummer in Royal City. Eind december 2002 kwamen The Super Friendz weer samen voor een speciale vakantiereünie. De band nam het reüniealbum Love Energy op, dat in 2003 werd uitgebracht. In september volgde een kleine tournee.

## Discografie
- 1994: Sticktoitiveness
- 1995: Mock Up, Scale Down
- 1997: Slide Show
- 2003: Love Energy